# William Insco Buchanan

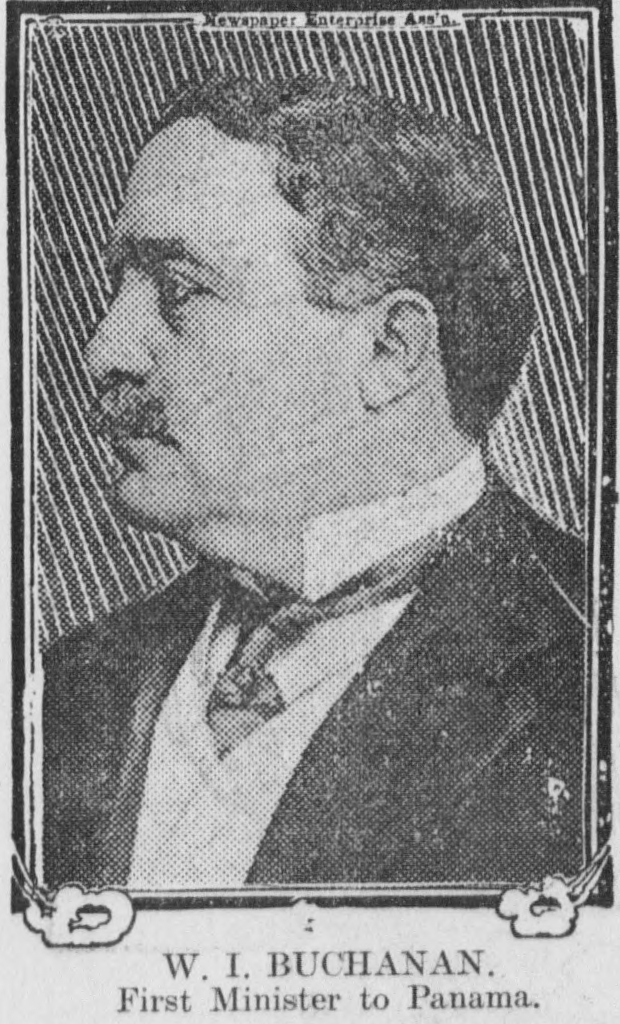
William Insco Buchanan, c. 1903.

William Insco Buchanan, también conocido como William I. Buchanan (condado de Covington Miami, Ohio, Estados Unidos, 10 de septiembre de 1853 - Londres, Reino Unido, 17 de octubre de 1909), fue un diplomático de Estados Unidos que se desempeñó como enviado extraordinario y ministro plenipotenciario de su país en Argentina desde enero de 1894 hasta julio de 1899, participando activamente y destrabando el litigio de la Puna de Atacama, que fue un conflicto limítrofe entre Argentina, Chile y Bolivia.
Posteriormente a este cargo se desempeñó como enviado extraordinario y ministro plenipotenciario de Estados Unidos en Panamá desde diciembre de 1903 hasta febrero de 1904.
Se desplomó y murió de un derrame cerebral en una acera en Park Lane, Londres a la edad de 56 años, el 17 de octubre de 1909.
Sus restos se encuentran en el Forest Lawn Cemetery de Buffalo, condado de Erie en el estado de Nueva York.